# ATP-toernooi van Boedapest
Het ATP-toernooi van Boedapest was een jaarlijks terugkerend tennistoernooi voor mannen dat werd georganiseerd in het Hongaarse Boedapest van 2017 tot en met 2020. De officiële naam van het toernooi was de Gazprom Hungarian Open. Dit is het eerste en tot nu toe enige ATP-toernooi dat werd georganiseerd in Hongarije. 

## Geschiedenis
Het ATP-toernooi van Boedepast organiseerde van 2017 tot en met 2020 een toernooi onder de licentie van de Roemeense zakenman en oud-tennisser Ion Țiriac. Tot en met 2016 verhuurde hij de licentie aan het ATP-toernooi van Boekarest. De faciliteiten in Boekarest voldeden volgens Țiriac niet meer aan de huidige eisen, waarna op zoek ging naar een nieuwe locatie in Oost-Europa en hierbij uitkwam in het Hongaarse Boedapest. Vanaf 2021 is hij de licentie gaan verhuren aan het Servische Belgrado en betekende dit het einde van het toernooi in Boedapest.

## Finales

### Enkelspel
| Datum      | Naam                   | Cat.    | (€)       | Winnaar                                | Runner-up                              | Uitslag                                |                                        |
| ---------- | ---------------------- | ------- | --------- | -------------------------------------- | -------------------------------------- | -------------------------------------- | -------------------------------------- |
| 26-04-2020 | Gazprom Hungarian Open | ATP 250 | € 542.695 | Geen toernooi wegens de coronapandemie | Geen toernooi wegens de coronapandemie | Geen toernooi wegens de coronapandemie | Geen toernooi wegens de coronapandemie |
| 28-04-2019 | Gazprom Hungarian Open | ATP 250 | € 524.340 | Matteo Berrettini                      | Filip Krajinović                       | 4-6, 6-3, 6-1                          | Details                                |
| 29-04-2018 | Gazprom Hungarian Open | ATP 250 | € 501.345 | Marco Cecchinato                       | John Millman                           | 7-5, 6-4                               | Details                                |
| 24-04-2017 | Gazprom Hungarian Open | ATP 250 | € 482.060 | Lucas Pouille                          | Aljaž Bedene                           | 6-3, 6-1                               | Details                                |

### Dubbelspel
| Datum      | Naam                   | Cat.    | (€)       | Winnaar                                | Runner-up                                 | Uitslag                                |                                        |
| ---------- | ---------------------- | ------- | --------- | -------------------------------------- | ----------------------------------------- | -------------------------------------- | -------------------------------------- |
| 26-04-2020 | Gazprom Hungarian Open | ATP 250 | € 542.695 | Geen toernooi wegens de coronapandemie | Geen toernooi wegens de coronapandemie    | Geen toernooi wegens de coronapandemie | Geen toernooi wegens de coronapandemie |
| 28-04-2019 | Gazprom Hungarian Open | ATP 250 | € 524.340 | Ken Skupski Neal Skupski               | Marcus Daniell Wesley Koolhof             | 6-3, 6-4                               | Details                                |
| 29-04-2018 | Gazprom Hungarian Open | ATP 250 | € 501.345 | Dominic Inglot Franko Škugor           | Matwé Middelkoop Andrés Molteni           | 6-7(8), 6-1, [10-8]                    | Details                                |
| 24-04-2017 | Gazprom Hungarian Open | ATP 250 | € 482.060 | Brian Baker Nikola Mektić              | Juan Sebastián Cabal Robert Farah Maksoud | 7-6(2), 6-4                            | Details                                |

2017 · 2018 · 2019 · 2020
 Genève (1980-1991) →  Keulen (1992) →  Boekarest (1993-2016) →  Boedapest (2017-2020) →  Belgrado (2021-2022) →  Banja Luka (2023) →  Boekarest (2024-heden)
ITF-toernooien (mannen en vrouwen)

ATP-toernooien (mannen) – ATP-seizoen 2025

WTA-toernooien (vrouwen) – WTA-seizoen 2025

Voormalige toernooien mannen
Voormalige toernooien vrouwen
Voormalige amateurtoernooien